# Maliattha fuscimima
Maliattha fuscimima là một loài bướm đêm trong họ Noctuidae.